# Ledići
Ledići (en serbe cyrillique : Ледићи) est un village de Bosnie-Herzégovine. Il est situé dans la municipalité de Trnovo, dans le canton de Sarajevo et dans la fédération de Bosnie-et-Herzégovine. Selon les premiers résultats du recensement bosnien de 2013, il abrite une population inférieure ou égale à 10 habitants.

## Géographie
Le village est situé sur les pentes méridionales du mont Bjelašnica.

## Histoire
Sur le territoire du village se trouvent deux nécropoles inscrites sur la liste des monuments nationaux de Bosnie-Herzégovine : la nécropole de Kapova selišta, qui abrite 117 stećci, un type particulier de tombes médiévales, et la nécropole de Zlatarić, qui abrite 73 stećci.

## Démographie

### Évolution historique de la population dans la localité
| 1948 | 1953 | 1961 | 1971 | 1981 | 1991 | 2013 |
| ---- | ---- | ---- | ---- | ---- | ---- | ---- |
| -    | -    | 275  | 136  | 51   | 36   | ≤ 10 |

|  |